# Costantino Monighetti
Costantino Monighetti (* 21. September 1818 in Biasca; † 22. Februar 1895 ebenda) war ein Schweizer Rechtsanwalt, Richter, Politiker der FDP-Radikalen, Tessiner Grossrat und Ständerat.

## Leben
Costantino Monighetti war Sohn des Kaufmanns Giuseppe Cipriano und dessen Ehefrau Marianna geborene Sciaroni. Er heiratete 1849 Felicita Piazza, von Olivone. Nach dem Studium am Knabenseminar in Pollegio und am Hauptseminar in Mailand schloss er 1844 sein Jurastudium an der Universität Pavia ab. Ab 1847 praktizierte er als Rechtsanwalt in Biasca, wo er Gemeindepräsident von 1854 bis 1855 war. 
Für die Radikalen war er von 1848 bis 1863 und von 1867 bis 1875 Abgeordneter im Tessiner Grossrat (Präsident im Jahr 1859); von Juli 1858 bis April 1860 war er auch Mitglied des Ständerats. Er war auch Richter am Kantonsgericht von 1864 bis 1865, Schulinspektor von 1871 bis 1877 und Richter am Bezirksgericht Bellinzona von mindestens 1889 bis 1894.